# Mietałłurg Żłobin w europejskich pucharach
Mietałłurg Żłobin w europejskich pucharach występował pięciokrotnie. Za każdym razem startował w Pucharze Challenge. Najlepszy wynik osiągnął w sezonie 2008/2009, dochodząc do ćwierćfinału.

## Lista spotkań w europejskich pucharach

### Puchar Challenge 2008/2009
| Runda       | Data       | Miejsce spotkania | Przeciwnik             | Wynik spotkania                         |
| ----------- | ---------- | ----------------- | ---------------------- | --------------------------------------- |
| I runda     | 11.10.2008 | Quba              | Azerneft Baku          | 3:0 (25:16, 25:6, 25:15)                |
| I runda     | 18.10.2008 | Homel             | Azerneft Baku          | 3:0 (25:20, 25:16, 25:15)               |
| II runda    | 05.11.2008 | Homel             | Asseco Resovia Rzeszów | 3:0 (25:17, 25:22, 25:21)               |
| II runda    | 12.11.2008 | Rzeszów           | Asseco Resovia Rzeszów | 0:3 (14:25, 18:25, 19:25)               |
| II runda    | 12.11.2008 | Rzeszów           | Asseco Resovia Rzeszów | złoty set: 15:9                         |
| 1/16 finału | 11.12.2008 | Piatra Neamț      | VCM LPS Piatra Neamț   | 3:2 (30:32, 25:22, 25:22, 17:25, 15:12) |
| 1/16 finału | 16.12.2008 | Homel             | VCM LPS Piatra Neamț   | 3:0 (25:21, 25:15, 25:19)               |
| 1/8 finału  | 14.01.2009 | Homel             | TV Amriswil            | 3:1 (23:25, 26:24, 25:19, 25:23)        |
| 1/8 finału  | 21.01.2009 | Amriswil          | TV Amriswil            | 3:2 (26:24, 20:25, 23:25, 25:23, 15:7)  |
| Ćwierćfinał | 12.02.2009 | Konstanca         | Tomis Konstanca        | 1:3 (19:25, 14:25, 27:25, 17:25)        |
| Ćwierćfinał | 18.02.2009 | Homel             | Tomis Konstanca        | 1:3 (21:25, 25:22, 18:25, 15:25)        |

### Puchar Challenge 2009/2010
| Runda    | Data       | Miejsce spotkania | Przeciwnik                 | Wynik spotkania                  |
| -------- | ---------- | ----------------- | -------------------------- | -------------------------------- |
| II runda | 02.12.2009 | Homel             | RPA-LuigiBacchi.it Perugia | 1:3 (21:25, 16:25, 27:25, 22:25) |
| II runda | 10.12.2009 | Perugia           | RPA-LuigiBacchi.it Perugia | 0:3 (14:25, 17:25, 17:25)        |

### Puchar Challenge 2010/2011
| Runda       | Data       | Miejsce spotkania | Przeciwnik                  | Wynik spotkania                         |
| ----------- | ---------- | ----------------- | --------------------------- | --------------------------------------- |
| I runda     | 16.10.2010 | Homel             | Omonia Nikozja              | 3:1 (25:19, 27:29, 30:28, 25:14)        |
| I runda     | 23.10.2010 | Nikozja           | Omonia Nikozja              | 3:0 (25:23, 25:23, 25:19)               |
| II runda    | 17.11.2010 | Homel             | Chênois Genève Volleyball   | 2:3 (25:21, 17:25, 17:25, 25:21, 12:15) |
| II runda    | 24.11.2010 | Thônex            | Chênois Genève Volleyball   | 3:0 (25:19, 25:19, 25:21)               |
| II runda    | 24.11.2010 | Thônex            | Chênois Genève Volleyball   | złoty set: 15:7                         |
| 1/16 finału | 08.12.2010 | Antwerpia         | Topvolley Precura Antwerpen | 3:1 (20:25, 25:16, 25:23, 25:21)        |
| 1/16 finału | 15.12.2010 | Homel             | Topvolley Precura Antwerpen | 3:0 (25:21, 25:22, 25:16)               |
| 1/8 finału  | 04.01.2011 | Homel             | Gazprom-Jugra Surgut        | 0:3 (24:26, 15:25, 15:25)               |
| 1/8 finału  | 12.01.2011 | Surgut            | Gazprom-Jugra Surgut        | 1:3 (18:25, 25:19, 20:25, 21:25)        |

### Puchar Challenge 2011/2012
| Runda    | Data       | Miejsce spotkania | Przeciwnik                  | Wynik spotkania                         |
| -------- | ---------- | ----------------- | --------------------------- | --------------------------------------- |
| I runda  | 22.10.2011 | Homel             | Nyborg VBK                  | 3:1 (25:20, 20:25, 25:19, 25:14)        |
| I runda  | 30.10.2011 | Bergen            | Nyborg VBK                  | 3:1 (25:20, 25:18, 16:25, 25:18)        |
| II runda | 15.12.2011 | Homel             | AZS Politechnika Warszawska | 1:3 (20:25, 25:20, 19:25, 19:25)        |
| II runda | 21.12.2011 | Warszawa          | AZS Politechnika Warszawska | 2:3 (25:27, 25:21, 25:21, 20:25, 12:15) |

### Puchar Challenge 2012/2013
| Runda   | Data       | Miejsce spotkania | Przeciwnik                     | Wynik spotkania                        |
| ------- | ---------- | ----------------- | ------------------------------ | -------------------------------------- |
| I runda | 20.10.2012 | Homel             | İstanbul Büyükşehir Belediyesi | 2:3 (25:22, 25:23, 22:25, 22:25, 9:15) |
| I runda | 27.10.2012 | Stambuł           | İstanbul Büyükşehir Belediyesi | 0:3 (23:25, 20:25, 17:25)              |

## Bilans spotkań

### sezon po sezonie
| Sezon     | Puchar           | Osiągnięcie | Mecze         | Mecze   | Mecze   | Sety         | Sety    | Sety      |
| Sezon     | Puchar           | Osiągnięcie | Liczba meczów | Wygrane | Porażki | Liczba setów | Wygrane | Przegrane |
| --------- | ---------------- | ----------- | ------------- | ------- | ------- | ------------ | ------- | --------- |
| 2008/2009 | Puchar Challenge | Ćwierćfinał | 10            | 7       | 3       | 38           | 24      | 14        |
| 2009/2010 | Puchar Challenge | II runda    | 2             | 0       | 2       | 7            | 1       | 6         |
| 2010/2011 | Puchar Challenge | 1/8 finału  | 8             | 5       | 3       | 30           | 19      | 11        |
| 2011/2012 | Puchar Challenge | II runda    | 4             | 2       | 2       | 17           | 9       | 8         |
| 2012/2013 | Puchar Challenge | I runda     | 2             | 0       | 2       | 8            | 2       | 6         |
| Razem     | Razem            | Razem       | 26            | 14      | 12      | 100          | 55      | 45        |

### według rozgrywek
| Puchar           | Mecze         | Mecze   | Mecze   | Sety         | Sety    | Sety      |
| Puchar           | Liczba meczów | Wygrane | Porażki | Liczba setów | Wygrane | Przegrane |
| ---------------- | ------------- | ------- | ------- | ------------ | ------- | --------- |
| Puchar Challenge | 26            | 14      | 12      | 100          | 55      | 45        |
| Razem            | 26            | 14      | 12      | 100          | 55      | 45        |